# Naturschutzgebiet Vor dem Priesterberg

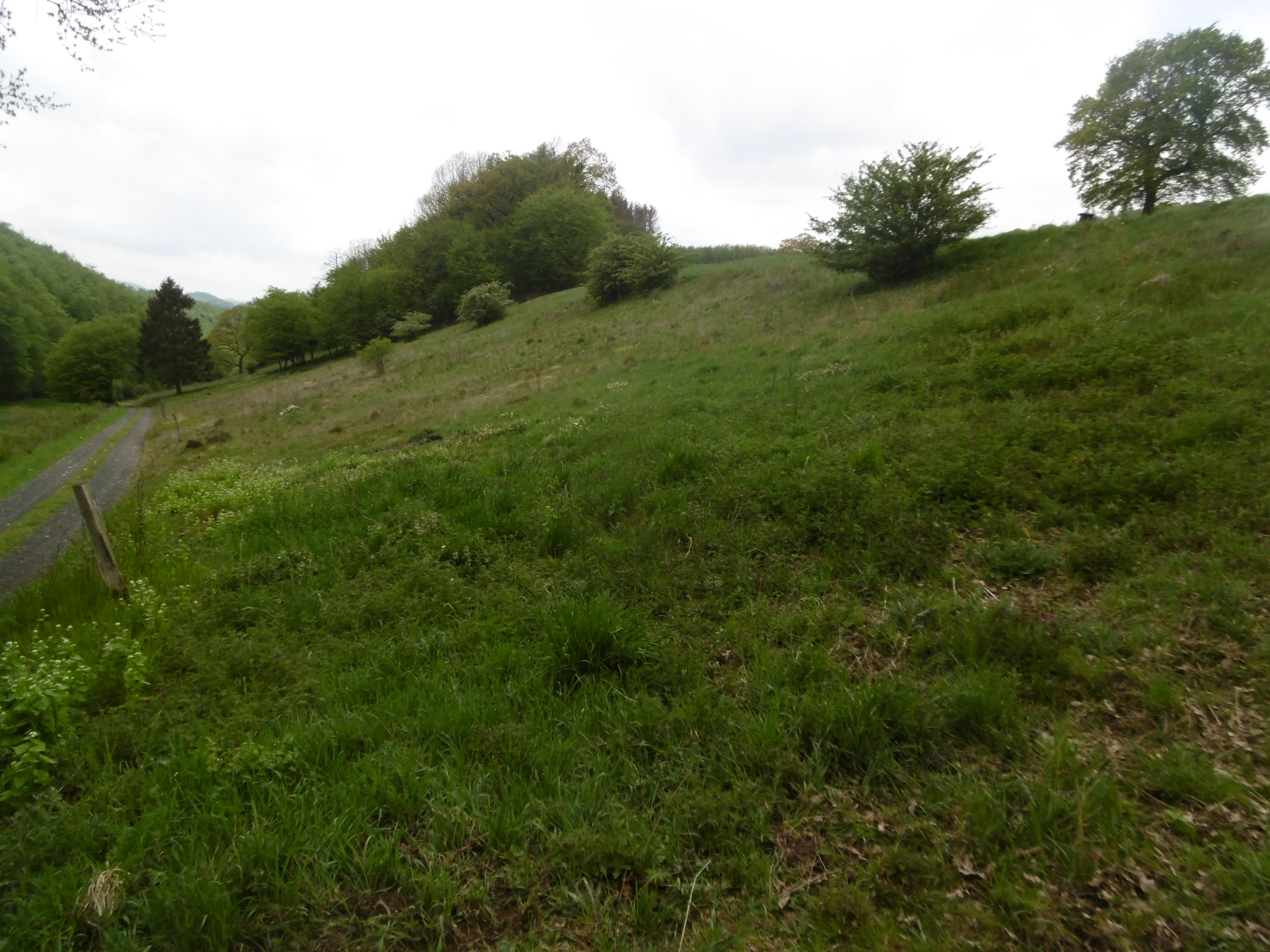
Naturschutzgebiet Vor dem Priesterberg

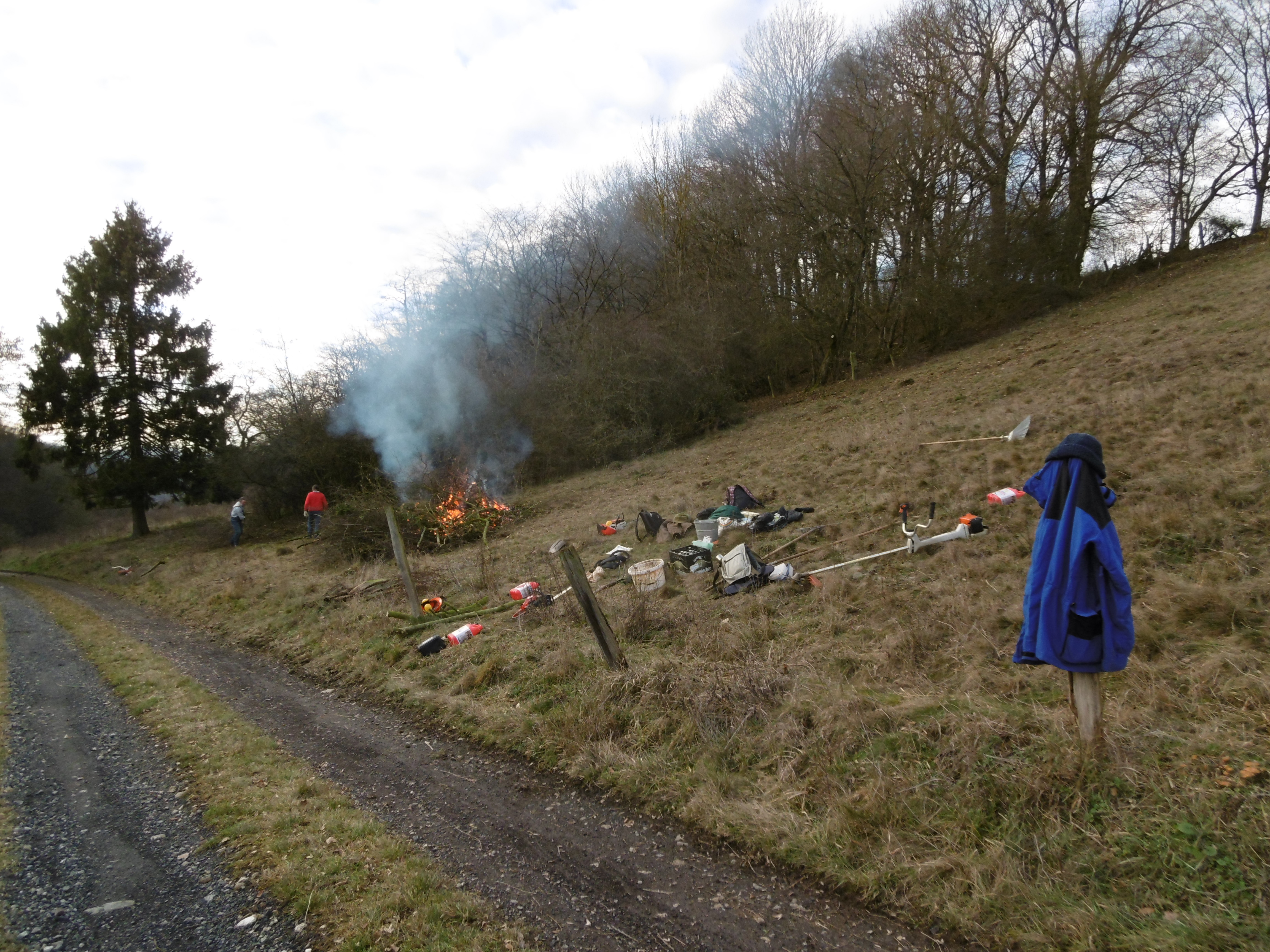
Arbeitseinsatz des Verein für Natur- und Vogelschutz im Hochsauerlandkreis im NSG

Das Naturschutzgebiet Vor dem Priesterberg mit einer Größe von 8,31 ha liegt nördlich von Giershagen im Stadtgebiet von Marsberg im Hochsauerlandkreis. Es wurde 2008 mit dem Landschaftsplan Marsberg als Naturschutzgebiet (NSG) ausgewiesen. Im Westen liegt das Landschaftsschutzgebiet Bredelarer Kammer / Fürstenberger Wald und im Osten das Landschaftsschutzgebiet Freiflächen um Giershagen.

## Beschreibung
Das NSG umfasst Grünland mit mageren Rinderweiden und Feldgehölzen. Im Grünland gibt es Bereiche mit teilweise extensiv genutzten Magerrasen. Die Gehölze sind artenreich und spiegeln die typische Artenkombination der Waldmeister-Buchenwälder wider. Der südöstlichste Gebietsteil wird von einer mageren und blütenreichen, nach Süden geneigten Weide eingenommen.
Das Landesamt für Natur, Umwelt und Verbraucherschutz Nordrhein-Westfalen dokumentierte im Schutzgebiet Pflanzenarten wie Acker-Witwenblume, Ackerwinde, Ährige Teufelskralle, Aronstab, Bärlauch, Busch-Windröschen, Echte Kamille, Echte Zaunwinde, Echtes Johanniskraut, Echtes Labkraut, Gänseblümchen, Gelbes Sonnenröschen, Gelbes Windröschen, Goldschopf-Hahnenfuß, Gras-Sternmiere, Heide-Nelke, Herbstzeitlose, Hohler Lerchensporn,  Jakobs-Greiskraut, Kleine Wolfsmilch, Kleiner Wiesenknopf, Kleines Habichtskraut, Kleinköpfiger Pippau, Knolliger Hahnenfuß, Leberblümchen, Magerwiesen-Margerite, Männliches Knabenkraut, Mittlerer Wegerich, Quellen-Hornkraut, Rundblättrige Glockenblume, Ruprechtskraut, Sanikel, Scharbockskraut, Spitzlappiger Frauenmantel, Wald-Bingelkraut, Wald-Veilchen, Waldmeister, Wiesen-Flockenblume, Wiesen-Platterbse und Zaun-Wicke.

## Wert
Die Datenbank vom Landesamt für Natur, Umwelt und Verbraucherschutz Nordrhein-Westfalen schreibt zum NSG: „Insbesondere aufgrund der mageren Weiden und der struktur- und artenreichen Kleingehölze nimmt das Gebiet am Mittelknapp eine besondere Stellung für den Schutz und Erhaltung der extensiv genutzten Kulturlandschaft im Naturraum Waldecker Gefilde ein.“

## Schutzzweck
Die Ausweisung erfolgte insbesondere zum Schutz der Magerrasen als Teil des Magerrasen-Biotopverbunds im Landschaftsplangebiet und der artenreichen Krautvegetation des Gebietes und der Schönheit dieses großräumig relevanten Feld-Wald-Übergangsbereichs.